# Чошамба Хатун
Чошамба Хатун (тал. Чошәмбә хатун) — невидимое женское существо талышской мифологии живущее в море.

## Описание
Чошамба Хатун связана с периодом Тожа куль в талышском народном календаре. Существо особо известно в южном Талышистане (в центральной и южной областях).
Талыши на праздник Кула шав ставят отдельную тарелку с праздничной едой для Чошамба Хатун, чтобы она принесла семье благодать. Помимо прыжков через костёр на Кула шав, в некоторых местах у талышей была традиция перепрыгивать через ручейки. И после таких прыжков у ручья или старого колодца для Чошамба хатун оставляли еду, сладости. И после такого гостеприимства и отношения Чошамба хатун оставалась довольна людьми и помогала им в жизни, воплощала желания.
По легенде если на праздник посадить ночью во дворе дерево то вырастив, это дерево будет исполнять желания. Весьма смелые выходят во двор ночью с целью посадить это дерево, но весьма важно при посадке дерева не оборачиваться, иначе Чошамба хатун убьёт обернувшегося.